# Лорънс (окръг, Мисисипи)
Вижте пояснителната страница за други значения на Лорънс.
Окръг Лорънс (на английски: Lawrence County) е окръг в щата Мисисипи, Съединени американски щати. Площта му е 1129 km², а населението - 13 258 души (2000). Административен център е град Монтисело.